# Gotteslehre
Die Gotteslehre (lateinisch: De Deo) ist einer der klassischen Traktate (Themengebiete) der christlichen Dogmatik. 
Die christliche Gotteslehre beruht auf der heilsgeschichtlichen Selbsterschließung von Vater, Sohn und Heiligem Geist. Nach der Klärung der erkenntnistheoretischen Vorfragen in den Prolegomena, in jüngerer katholischer Tradition in der Fundamentaltheologie, eröffnet die Gotteslehre normalerweise die materiale Dogmatik. Sie befasst sich in trinitätstheologischer Perspektive mit dem Wesen und den Eigenschaften Gottes, wie sie sich in der biblischen Überlieferung und den dogmen- und theologiegeschichtlichen Entwicklungen darstellen.
Wichtige Themen der Gotteslehre sind: Die natürliche Gotteserkenntnis oder der Gottesbeweis, Transzendenz und Immanenz Gottes, die Trinität, der Monotheismus, der Atheismus sowie die Bestreitung der Existenz Gottes.